# Akihiko Shiota
Akihiko Shiota (塩田 明彦, Shiota Akihiko), né le 11 septembre 1961 à Maizuru, est un réalisateur japonais.

## Filmographie partielle
- 1999 : Moonlight Whispers (月光の囁き, Gekkō no sasayaki?)
- 1999 : Don't Look Back (どこまでもいこう, Dokomademo ikō?)
- 2001 : Gips (ギプス, Gipusu?)
- 2001 : Harmful Insect (害虫, Gaichū?)
- 2002 : Yomigaeri (黄泉がえり?)
- 2004 : Canary (カナリア, Kanaria?)
- 2007 : Dororo (どろろ?)
- 2014 : Dakishimetai: Shinjitsu no monogatari (抱きしめたい 真実の物語?)
- 2016 : À l'ombre des jeunes filles humides (風に濡れた女, Kaze ni nureta onna?)[1]
- 2019 : Sayonara kuchibiru (さよならくちびる?)
- 2023 : Shunga sensei (春画先生?)

## Distinctions

### Récompenses
- 1999 : prix du nouveau réalisateur de la Directors Guild of Japan pour Moonlight Whispers et Don't Look Back[2]